# Kružberk
Kružberk (niem. Kreuzberg) – wieś i gmina w Czechach, w powiecie Opawa, w kraju morawsko-śląskim. Według danych z dnia 1 stycznia 2012 liczyła 271 mieszkańców.
Przez wieś płynie rzeka Moravice.